# Seogyo-dong
Seogyo-dong (koreanska: 서교동) är en stadsdel i stadsdistriktet Mapo-gu i Sydkoreas huvudstad Seoul.